# Islas Ballestas
Las islas Ballestas son un grupo de islas cerca de la ciudad de Pisco, en el Perú. Están compuestas por formaciones rocosas donde se encuentra una importante fauna marina, con aves guaneras como el guanay, el piquero y el zarcillo principalmente. Destacan islas Ballestas Norte, Centro y Sur, cada una con una superficie estimada en 0,12 km².

## Ubicación
Las islas Ballestas se encuentran ubicadas media hora de la Costa de Paracas y están localizadas a 1 hora de la Ciudad de Ica en auto más 40 minutos en lancha y 260 kilómetros de Lima en peru

## Fauna
Las islas Ballestas constituyen un refugio para colonias de lobos marinos. Asimismo, entre las islas vuelan diferentes especies de aves guaneras, como el guanay, el cangrejo, el zarcillo y el pelícano, llegando a verse los nidos de algunas de estas especies sobre las rocas.

## Descripción
Islas Ballestas de Pisco - Paracas
Las islas Ballestas son unas islas que están en el Océano Pacífico, próximas a la costa del Perú.
Se encuentran 260 km al sur de Lima, en las cercanías de la ciudad de Paracas rumbo al Distrito de Paracas en la provincia de Pisco.
Islas Ballestas en el eje turístico  Pisco - San Andrés de los pescadores y al Balneario de  Paracas
En las ciudades de Paracas, San Andrés y Pisco se puede comprar boletos para hacer un tour de las Islas Ballestas en lancha. El costo normal al escribir es de S/.40 por persona. El paseo es de 2 horas – 30 minutos para llegar, 30 minutos para regresar, y una hora para ver los animales y aves.
No se permite el desembarco de los turistas en éstas islas, para no molestar a los animales, pero las lanchas se acercan lo suficiente para que puedan disfrutar de la belleza de estos animales

## Imágenes

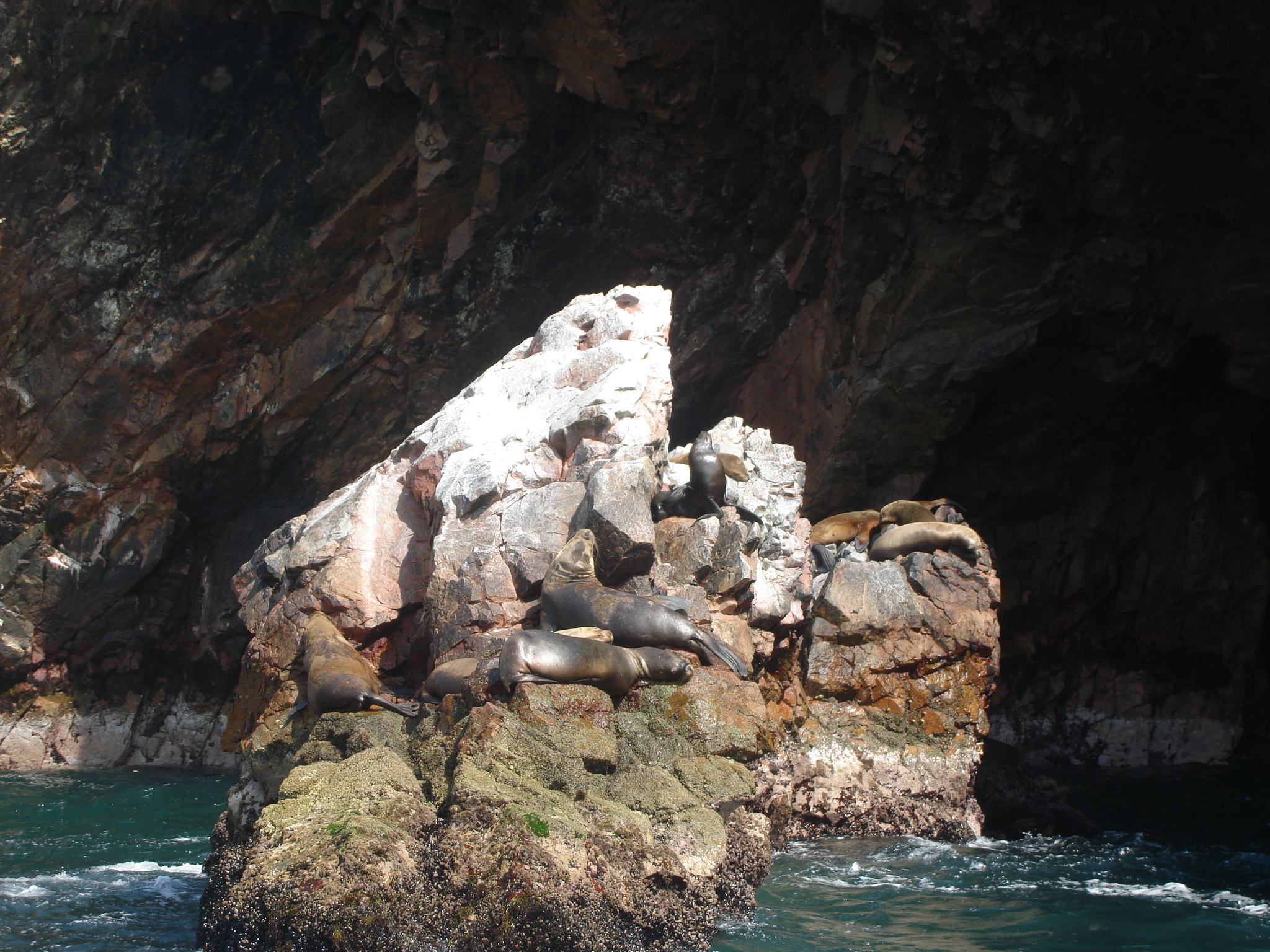
Lobos marinos en las islas Ballestas.
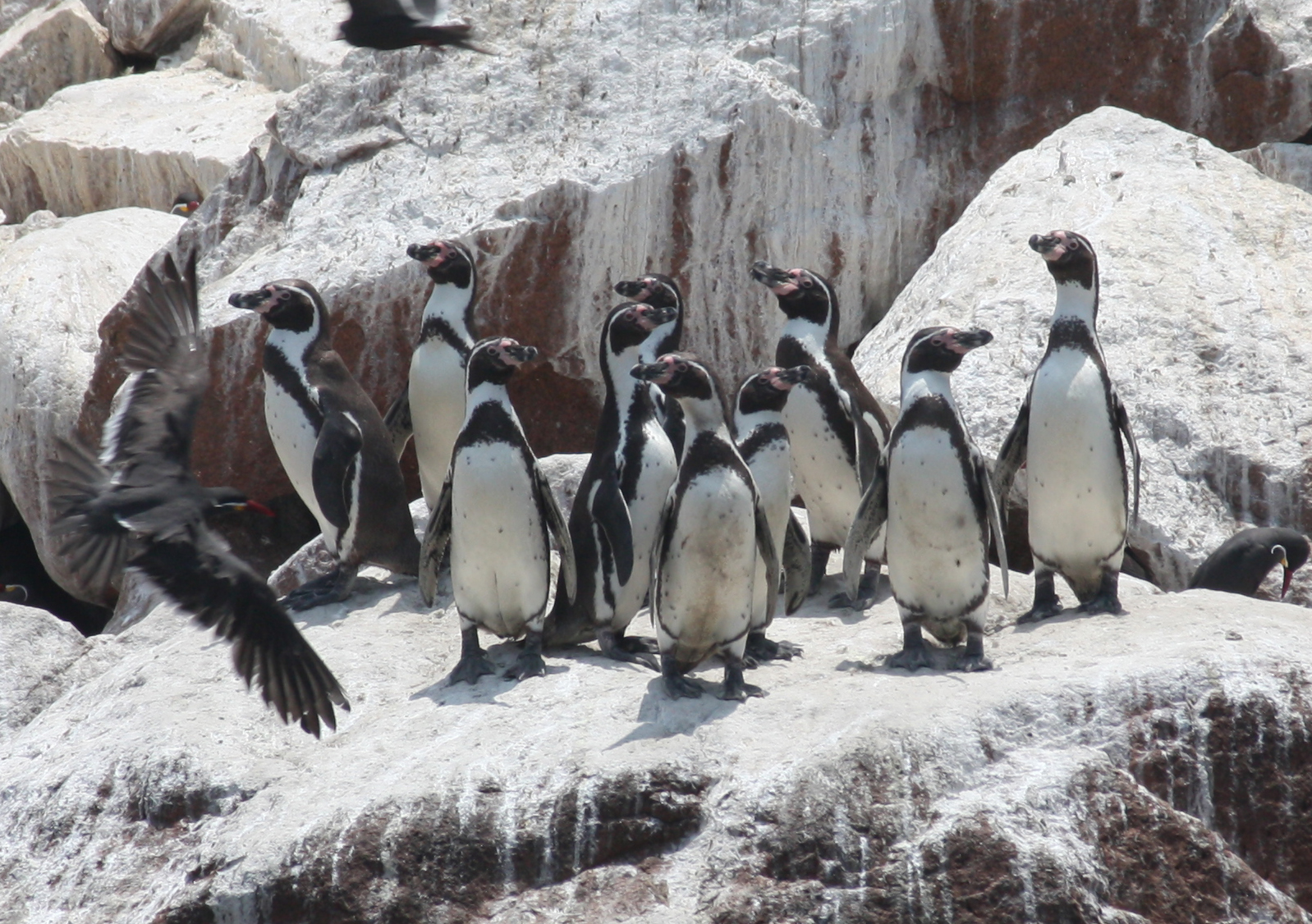
Pingüinos de Humboldt en las islas Ballestas.
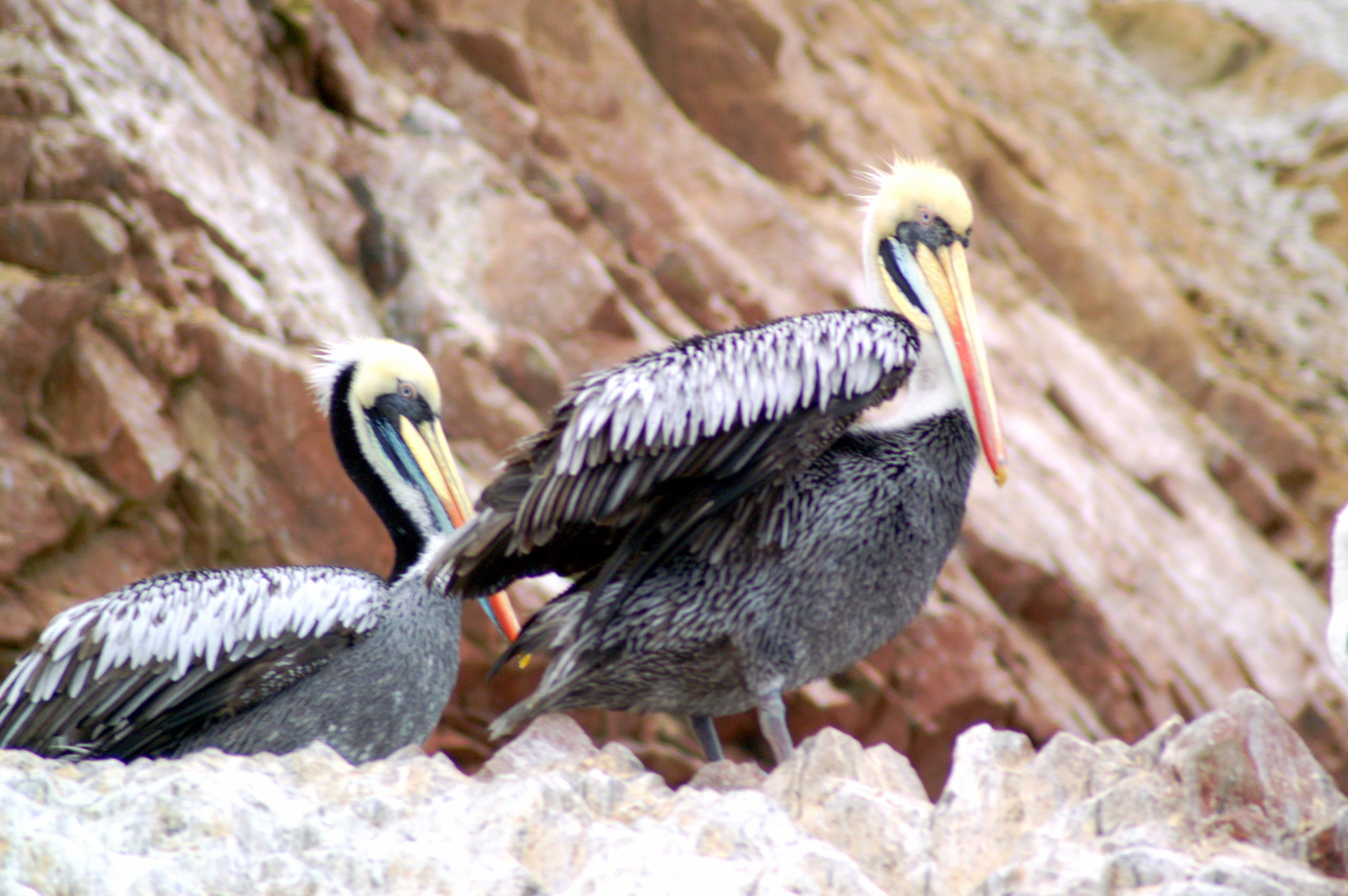
Pelícanos en las islas Ballestas.
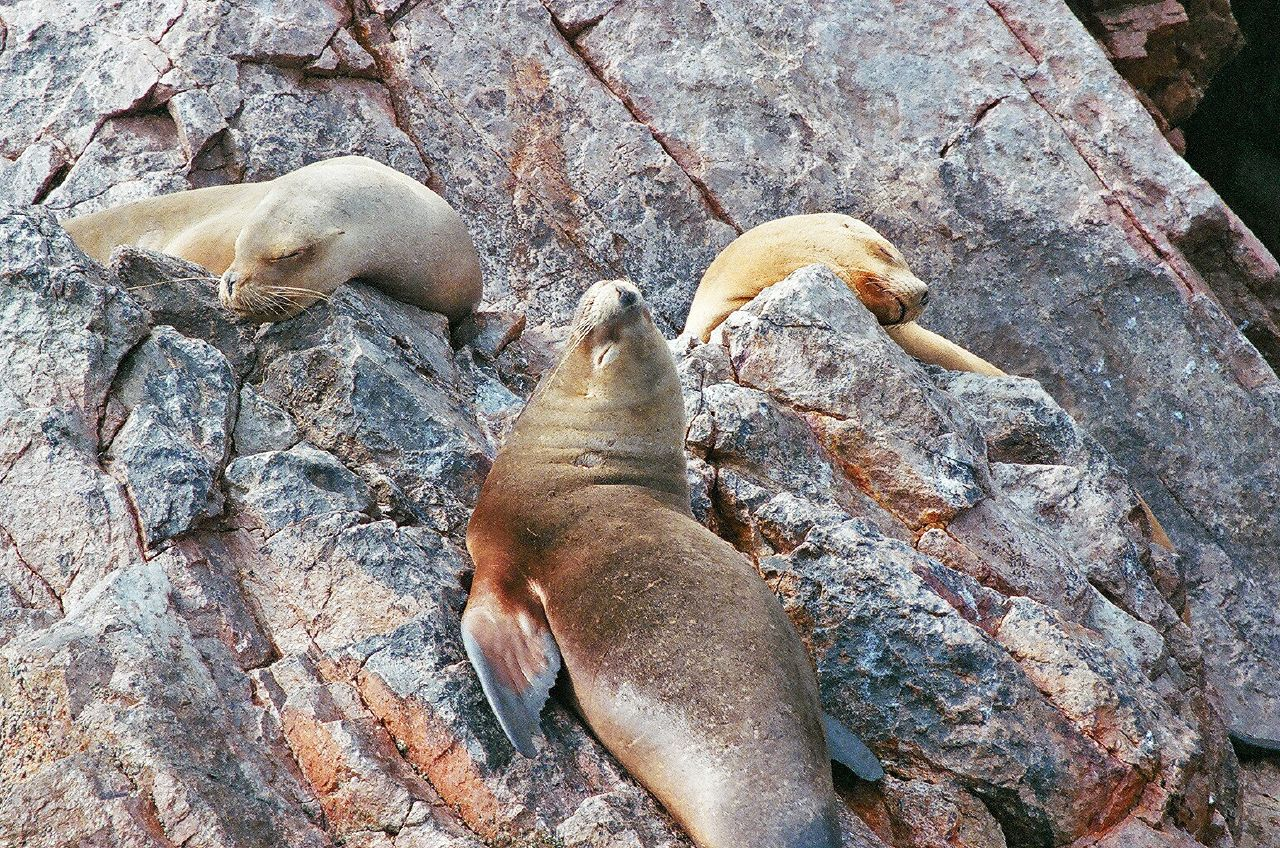
Lobos marinos en las islas Ballestas.
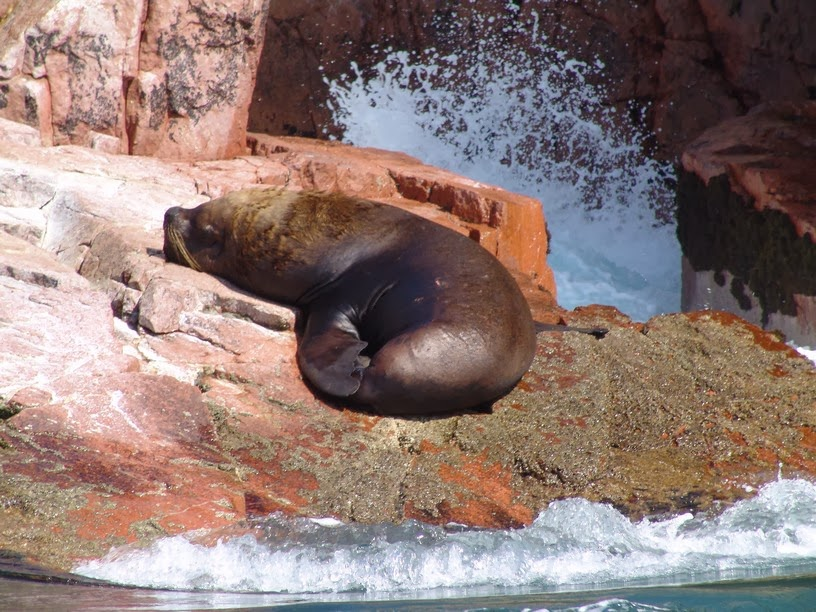
León marino en las islas Ballestas.